# Ambassade d'Inde en Allemagne
L’ambassade d'Inde en Allemagne est la mission diplomatique de la République de l'Inde en République fédérale d'Allemagne. Les premiers ambassadeurs entre la République fédérale et l'Inde sont présents dès 1952, après que l'Inde en 1949 est l'un des premiers pays à reconnaître la nouvelle République fédérale. En 1951, les deux États concluent le traité. Entre 1971 et 1990, il y a également une mission diplomatique de l'Inde en RDA.

## Histoire
Jusqu'au transfert du gouvernement décidé de Bonn à Berlin, la mission étrangère de l'Inde avait son siège à Bonn.
Des relations diplomatiques existaient également avec la RDA et l'ambassade de l'Inde était située Clara-Zetkin-Strasse 89 (Dorotheenstraße depuis 1995). Le bâtiment n°89 est conçu conjointement avec les bâtiments voisins 85, 87 et 91 par l'architecte Roland Korn et construits en 1973 et 1974.
Entre 1999 et 2001, le nouveau siège de l'ambassade en Allemagne est construit dans le quartier des ambassades dans le großer Tiergarten à Berlin. Les plans proviennent du bureau d'architecture berlinois Léon-Wohlhage-Wernik. Le bâtiment se caractérise par sa couleur inhabituelle en grès rouge indien.
Le 18 janvier 2001, l'ambassade de l'Inde ouvre en présence du ministre des Affaires étrangères de l'Allemagne et de l'Inde, Joschka Fischer et Jaswant Singh, à l'époque. Le premier ambassadeur indien à pouvoir s'installer dans le nouveau bâtiment est Ronen Seng.
En avril 2017, Mukta Dutta Tomar est nommée ambassadrice de l'Inde en République fédérale d'Allemagne.

## Bâtiment

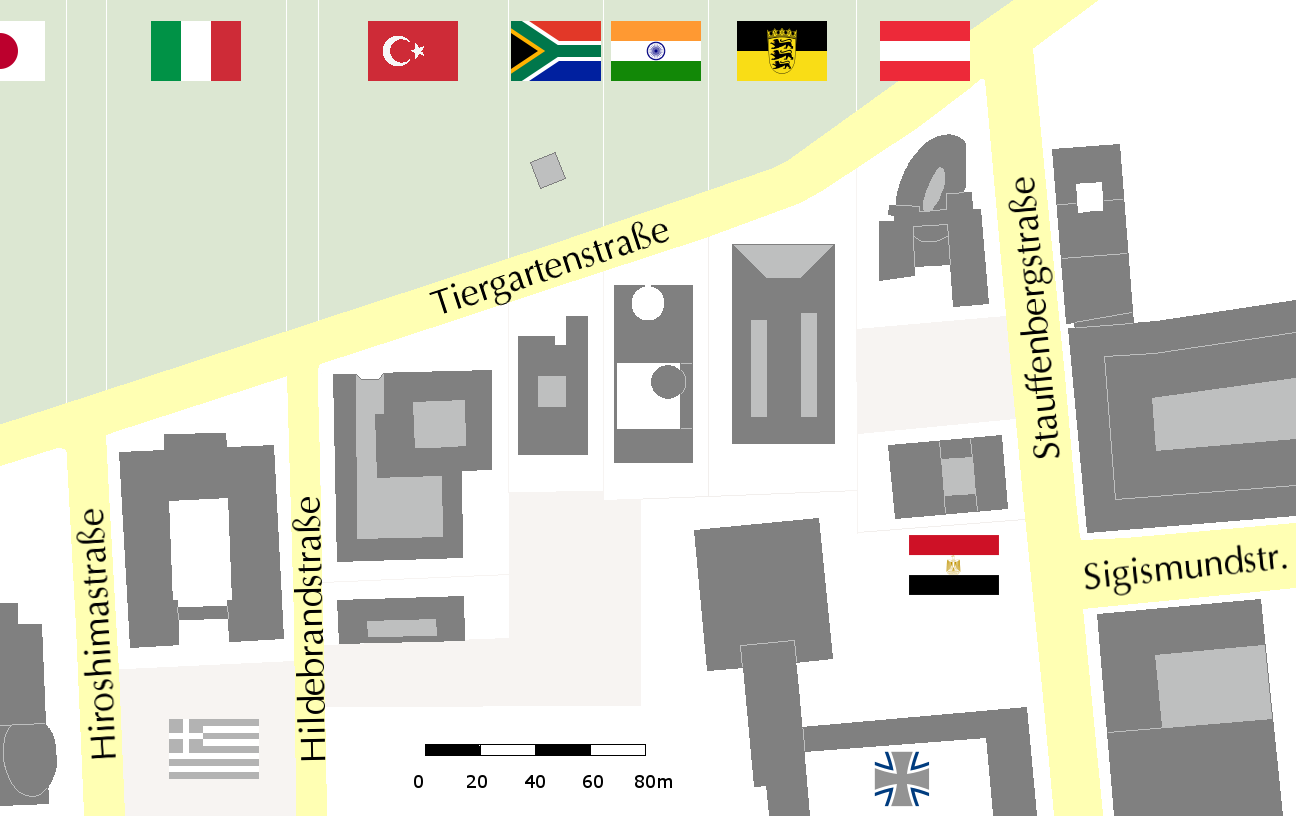
Cartes des ambassades à l'est de la Tiergartenstraße à Berlin

L'ambassade se situe Tiergartenstraße 16/17, à la limite sud de Tiergarten, dans le quartier des ambassades entre Hildebrandstraße et Stauffenbergstraße. Il y a actuellement quatre bâtiments dans ce bloc. Les voisins directs de l'ambassade de l'Inde se trouvent à l'ouest - vu de la Tiergartenstraße à droite - l'ambassade d'Afrique du Sud (n°18) et à l'est - vu de la Tiergartenstraße à gauche - la représentation du Land de Bade-Wurtemberg (n°15). Le quatrième bâtiment au coin de la Stauffenbergstraße est l'ambassade d'Autriche. La propriété de l'ambassade de l’Inde, d’une superficie d’environ 3 500 m2, fait 40 mètres de largeur sur 80 m de profondeur. Avant la destruction de la Seconde Guerre mondiale, se trouvaient au numéro 16 le bureau de l’Association de la presse allemande du Reich, et au numéro 17, le consulat britannique, auprès du service des attachés militaires des trois corps d'armées.
La représentation diplomatique de l'Inde à Berlin au moment de la réunification est simplement l'ancienne ambassade en RDA dans le quartier de Pankow. Étant donné que Pankow n'est pas assez central et que le bâtiment ne répond pas aux revendications de l'Inde, l’État indien acquiert en 1996, l'immeuble situé Tiergartenstraße 16/17 et organise un concours restreint qui désigne le bureau Léon-Wohlhage-Wernik, en mars 1998. L'Inde est l'uun des rares États à ne pas attribuer aux architectes de leur pays la conception de leur nouvelle ambassade à Berlin. En revanche, l'Inde impose de s'inspirer de sa tradition architecturale. Les coûts de construction s'élèvent à 26 millions de marks avec une surface hors œuvre brute de 18 200 m2.
L'ambassade de l'Inde s'associe à une façade fermée, découpée par l'atrium cylindrique, visible comme par une étroite ouverture. À l'extérieur, le bâtiment est conçu comme un cuboïde, qui occupe presque complètement la zone de la propriété. À l'intérieur, toutefois, le bâtiment est clairement divisé en trois sections : la première section vue de l'avant de la rue est un bâtiment de cinq étages avec un plan carré, auquel on accède de l'intérieur par l'atrium. La deuxième section est un jardin presque carré, situé sur deux niveaux. Le niveau le plus élevé du jardin est situé sur une base de deux étages, le décalage latéral porte une tour avec un plan d'étage circulaire.La tour a la même hauteur que la hauteur des avant-toits de la première section et contient l'espace de travail de l'ambassadeur. La tour et l’atrium ont le même diamètre et la même hauteur; Ainsi, la tour agit en vue en plan comme sortant du cuboïde de la première section.
Du côté est de la deuxième section, un large escalier extérieur mène à la profondeur du jardin jusqu'au jardin sur le toit sur la première section. La conception et l'angle d'inclinaison de l'escalier à volée unique rappellent l'observatoire historique à ciel ouvert Jantar Mantar. Le niveau inférieur du jardin est à la hauteur du niveau du sol. La troisième section est une barre de cinq étages contenant des appartements pour les employés de l'ambassade. Cependant, l'ambassadeur et sa famille vivent dans une résidence à Podbielskiallee dans le quartier de Dahlem. La façade extérieure du bâtiment est revêtue de grès rouge Barauli (nom commercial Ruby Red) du district de Dholpur, dans le Rajasthan, dont la surface est rendue vivante par la surface fissurée et cassante de la pierre et le jointoiement irrégulier de la pierre de taille. Ce grès est le même matériau que le fort d'Agra. Les autres pierres naturelles utilisées dans la construction de l'ambassade sont le calcaire verdâtre de Kota, la pierre noire de Jhansi et le calcaire noir de Kadapa. Sous le blason indien à l'entrée se trouve l'inscription « Seule la vérité triomphe », inscrite en sanscrit.
Depuis l'atrium, tous les espaces publics sont accessibles. Le consulat est également développé séparément du côté ouest. L'atrium est attenant à un hall de deux étages d'où le visiteur du rez-de-chaussée accède à la grande salle de réception qui s'ouvre sur le jardin de la cour. L'espace public comprend également une salle d'exposition avec bibliothèque et un centre d'affaires. La conception extérieure et intérieure du bâtiment est résolument moderne, mais intègre des choix de couleurs et de matériaux dans la tradition de construction et le savoir-faire de l'Inde. Par exemple, les jalis en pierre filigranée fabriqués en Inde sont utilisés comme cloisons.